# عمر قرادة
عمر قرادة (مواليد 1 مارس 1981)، هُو رياضي بارالمبي أردني مُتخصص في مُنافسات رفع الأثقال. مثل عمر قرادة الأردن خلال دورات 2008 و‌2016 و‌2020 من الألعاب البارالمبية الصيفية. وقد فاز بميدالية بارالمبية خلال كُل هذه النسخ البارالمبية، هي على التوالي ميدالية فضية في كُل من مُنافسة وزن 48 كلغ ‏ في أولمبياد 2008 ومُنافسة وزن 49 كلغ ‏ في أولمبياد 2016، وميدالية ذهبية في مُنافسة وزن 49 كلغ ‏ في دورة 2020 البارالمبية الصيفية.
كما حقق أيضا في بطولة العالم لسنة 2019 ‏ والتي أقيمت في نور سلطان في كازاخستان، حقق ميدالية فضية في وزن 49 كلغ.

## وصلات خارجية
- عمر قرادة على موقع Paralympic.org (الإنجليزية)